# Papirus Oxyrhynchus 25
Papirus Oxyrhynchus 25 oznaczany jako P.Oxy.I 25 – rękopis zawierający fragmenty mowy „O koronie” Demostenesa napisany w języku greckim. Papirus ten został odkryty przez Bernarda Grenfella i Arthura Hunta w 1897 roku w Oksyrynchos. Fragment jest datowany na III wiek n.e. Przechowywany jest w Milton S. Eisenhower Library Uniwersytetu Johnsa Hopkinsa. Tekst został opublikowany przez Grenfella i Hunta w 1898 roku.
Manuskrypt został napisany na papirusie, prawdopodobnie w formie zwoju. Rozmiary zachowanego fragmentu wynoszą 9,5 na 8 cm. Fragment zawiera 11 linijek tekstu. Tekst jest napisany grubą uncjałą. Stosuje akcenty i przydechy oraz znaki dodane przez korektora. Nie zawiera wariantów tekstu znanych z edycji Dindorf-Blass (1885). 